# Distrito de Wolsztyn
Wolsztyn (polaco: powiat wolsztyński) es un distrito (powiat) del voivodato de Gran Polonia (Polonia). Fue constituido el 1 de enero de 1999 como resultado de la reforma del gobierno local de Polonia aprobada el año anterior. Limita con otros siete distritos: al norte con Nowy Tomyśl, al este con Grodzisk Wielkopolski, al sudeste con Kościan, al sur con Leszno y Wschowa, al suroeste con Nowa Sól y al oeste con Zielona Góra; y está dividido en tres municipios (gmina): uno urbano-rural (Wolsztyn) y dos rurales (Przemęt y Siedlec). En 2011, según la Oficina Central de Estadística polaca, el distrito tenía una superficie de 679,4 km² y una población de 55 853 habitantes.